# Drimia delagoensis
Drimia delagoensis är en sparrisväxtart som först beskrevs av John Gilbert Baker, och fick sitt nu gällande namn av John Peter Jessop. Drimia delagoensis ingår i släktet Drimia och familjen sparrisväxter. Inga underarter finns listade i Catalogue of Life.